# Tola Dorian
Kapitolina Sergueïevna Mestcherskaïa (en ruso : princesa Капитолина Сергеевна Мещерская, San Petersburgo, 8 de julio de 1839-enero de 1918) fue una poeta y novelista francesa de origen ruso conocida bajo el nombre de Tola Dorian.

## Biografía

### Familia
Fue la hija mayor de Sergueï Ivanovitch Maltsov (1810-1893), un rico empresario dedicado a la industria de la región de Briansk y de Anastasia Nikolaevna Urusova (1820-1894). Se casó por primera vez  en 1859, con el abogado príncipe Nikolaï Vasiljevich Mestchersky.
Como consecuencia de su divorcio se fue a Francia en 1872, y se casó por segunda vez el 6 de septiembre de 1877, con Charles Dorian, hombre político — de donde viene su seudónimo  Tola Dorian (Tola es el diminutivo del nombre ruso Kapitolina). De este matrimonio nació una hija :
- Dora Dorian (nacida el 26 de octubre de 1875 en Florencia - murió el 25 de diciembre de 1951 en Boulogne-Billancourt), casada por primera vez con Jean Ajalbert  y por segunda vez con Georges Hugo.

### Carrera
Publicó poemas en ruso en Génova en 1879, y después una traducción en francés de las obras de Percy Bysshe Shelley (como Los Cenci en 1883, Hellas en 1884 y Prometeo en 1885). Escribiendo desde entonces en francés, tocó  todos los géneros: narrativa, teatro y poesía. Tola Dorian es  una de las poetas más potentes del siglo XIX era una admiradora del arte, y que contaba  con una fuerza infinita, que se reflejaba en sus obras. Todas estas cualidades son la base de su talento que se plasma en la originalidad de sus obras. Algo a remarcar de Tola Dorian, es sin ninguna duda su modo riguroso de utilizar el lenguaje, porque como bien podemos observar en sus obras, cuenta  con un lenguaje que refleja determinación tal como era la personalidad de la autora. Sin embargo, no es un lenguaje fácil de comprender, y esta lleno de neologismos. Tola Dorian es entonces, una autora que se supera, pero que no ha tenido nunca éxito que representara su polivalencia. Las grandes empresas rechazaban el modo de escribir de la autora en cuestión. Su problema era que sus obras eran demasiado amplias para lo que se esperaba de una mujer escritora y sorprendían demasiado al autor.
Adquirió una posición importante en el mundo literario parisino y se sirvió de  influencia subvencionando, entre otras el teatro del arte. Fundó una revista en 1890, La Revista de hoy, que solo conoció quince números en ese año y luego fue detenida.

## Obras
- Poemas líricos, 1888.
- Almas esclavas, 1890
- Tarde (Vespérales), 1894
- Rosas remontantes, 1897
- El hechizador, 1902
- El Sembrador de la muerte, 1910

Teatro
- Tamara, 26 de mayo de 1891, Teatro de Aplicación

- Domitien el precursor, George Carel
- La revancha del águila, 1905
- El hechizador
- Virginidad Final de siglo
- Menor y soldado 1896
- Mater

Novelas:
- Félicie Ariescalghera
- La raza invencible, novela ilustradas por Henri Bellery-Desfontaines, París, Édouard Pelletan, 1899.

Traducciones
- Los cenci de Percy Bysshe Shelley
- Hellas de Percy Bysshe Shelley
  - Datos F